# Филипповское (Сергиево-Посадский район)
Филипповское — деревня в Сергиево-Посадском районе Московской области, в составе муниципального образования Сельское поселение Шеметовское (до 29 ноября 2006 года входила в состав Кузьминского сельского округа).

## Население
| 2002 | 2006 | 2010 |
| ---- | ---- | ---- |
| 3    | →3   | ↘1   |

## География
Филипповское расположено примерно в 37 км (по шоссе) на север от Сергиева Посада, на безымянном ручье, левом притоке реки Кубжа (левый приток реки Дубны), высота центра деревни над уровнем моря — 148 м. Деревня связана автобусным сообщением с райцентром и соседними населёнными пунктами.